# Max Stadtfeld

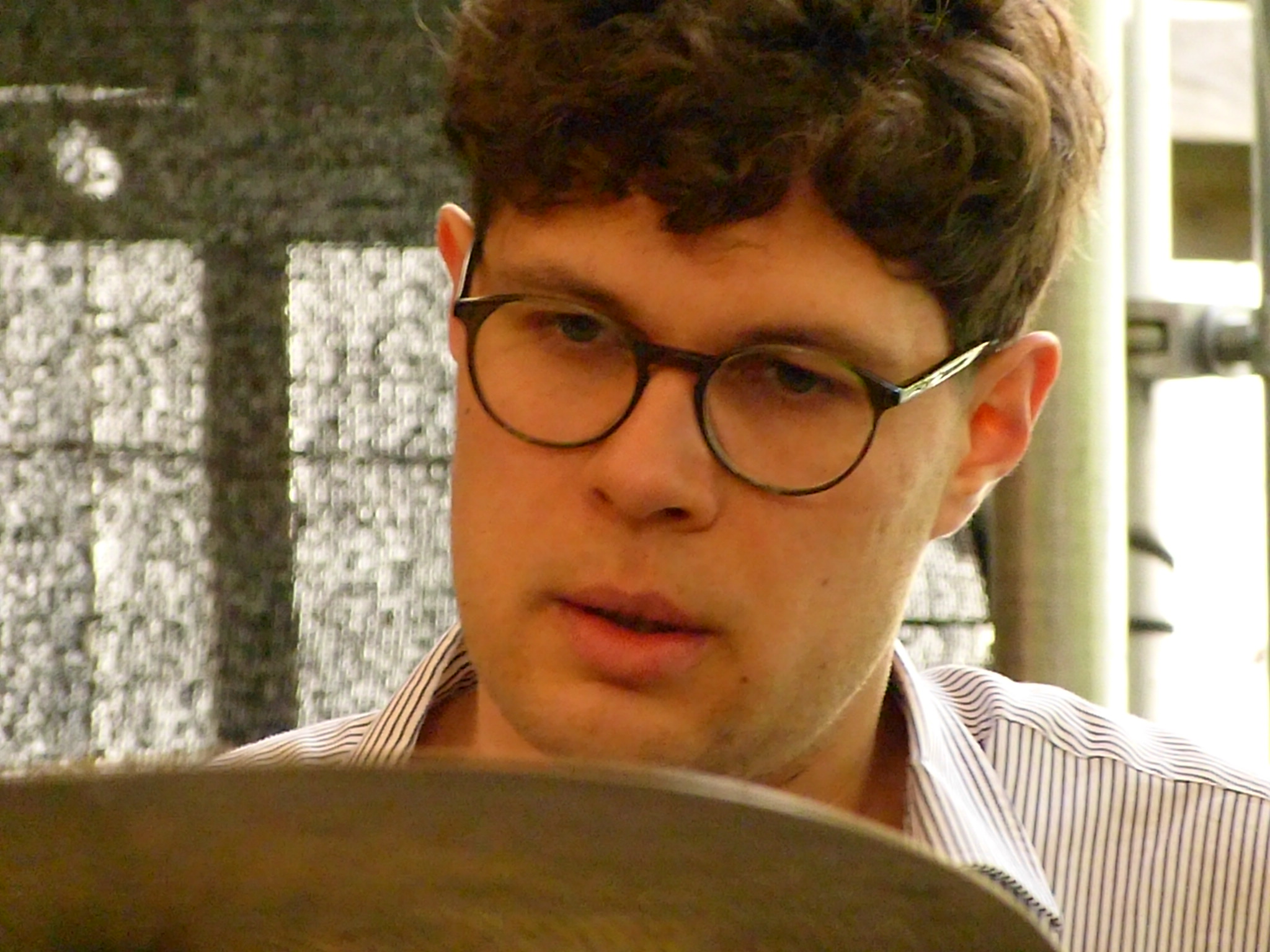
Max Stadtfeld (2025) im Artheater Köln

Maximilian „Max“ Stadtfeld (* 29. April 1993 in Konstanz) ist ein deutscher Jazzmusiker (Schlagzeug, Komposition).

## Leben und Wirken
Stadtfeld wuchs in Radolfzell auf. Er erhielt zunächst Musikunterricht in der Musikschule; im örtlichen Blasorchester spielte er zunächst klassisches Schlagwerk. Ab dem 14. Lebensjahr erhielt er Schlagzeug-Unterricht an der Zürcher Hochschule der Künste. Bis 2013 gehörte er dem Jazzorchester Baden-Württemberg an. Von 2013 bis 2018 studierte er im Jazzstudiengang der Hochschule für Musik Leipzig bei Heinrich Köbberling, Michael Wollny und Johannes Lauer.
Seit 2018 ist Stadtfeld als freischaffender Musiker tätig. Mit seinem Quartett Stax, dem Matthew Halpin, Bertram Burkert und Reza Askari angehören, legte er 2019 sein Albumdebüt bei Act vor; in gleicher Besetzung entstand das Album Suboptimal (2022), das bei Klaeng Records erschien. Zu Fancy Future, dem 2024 veröffentlichten dritten Album in dieser Besetzung, gibt es separat sogar ein Comicbuch, das Ebony Schneeweiß gezeichnet hat.
Stadtfeld gehört weiterhin zum Quintett von Volker Heuken (Shepherd Moon, 2020) und bildet mit Heuken und Lorenz Heigenhuber ein Trio (Hallungen Tapes 2019). Er ist auch auf Alben von Jan Roth, dem Ensemble von Philipp Rumsch und von Olga Reznichenko zu hören. Mit Michael Wollny, Émile Parisien, Wolfgang Heisig und Leafcutter John spielte er beim Festakt „100 Jahre Bauhaus“ in der Berliner Akademie der Künste.

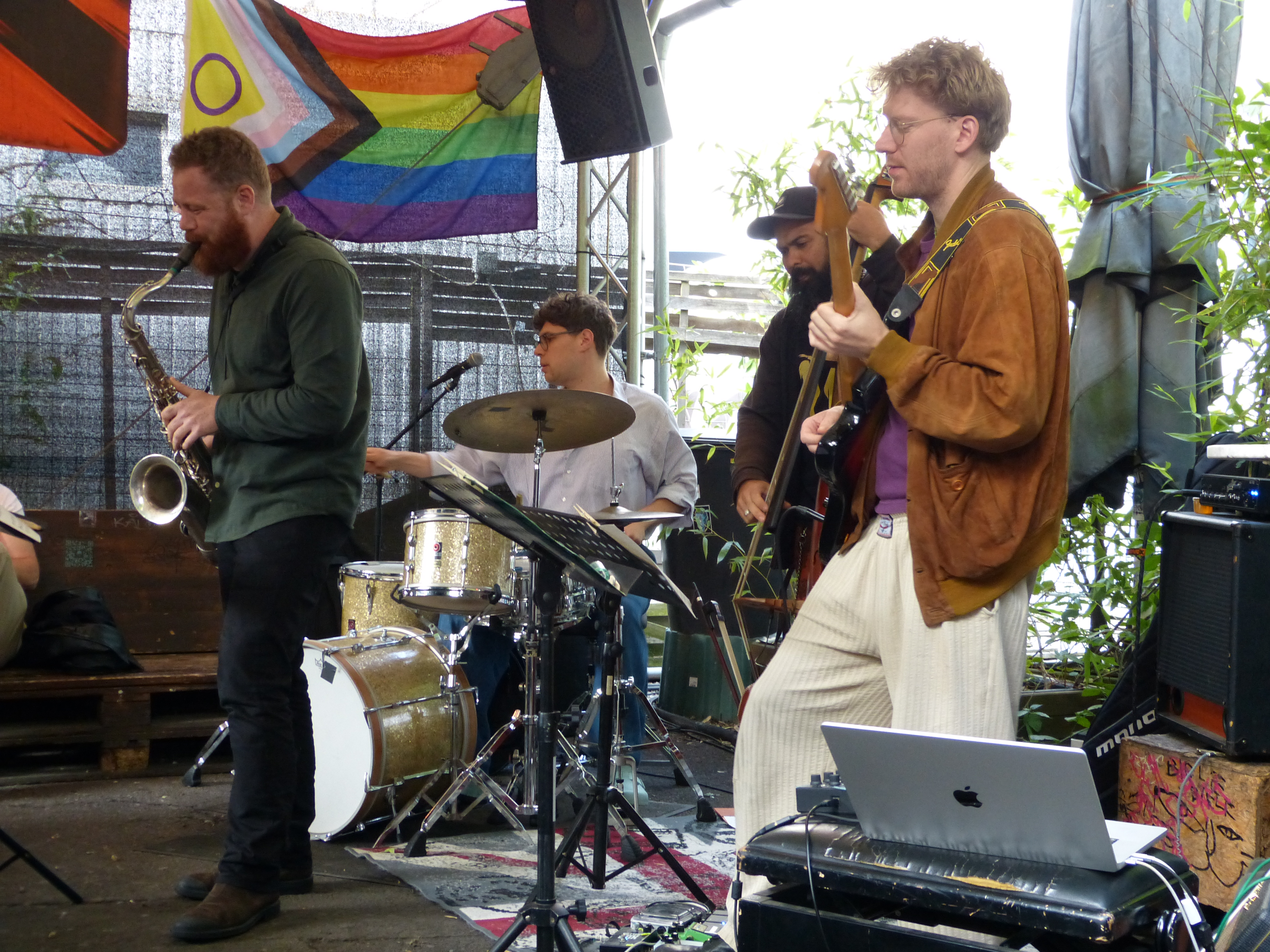
Stax im Artheater Köln 2025

2019 erhielt Stadtfeld mit dem Trio Heuken/ Stadtfeld/ Heigenhuber den Jazznachwuchspreis der Stadt Leipzig.